# Jorge Amanajás
Jorge Emanoel Amanajás Cardoso (Chaves, 21 de outubro de 1966) é um político brasileiro filiado ao União Brasil. Jorge foi eleito deputado estadual em 1998, sendo reeleito nos anos de 2002 e 2006. Na Assembleia Legislativa, foi eleito presidente da casa para o biênio 2005/2006. Foi novamente eleito para o cargo de presidente da AL para o biênio 2007/2008.
Nas eleições estaduais de 2010 Amanajás foi candidato ao governo do estado pelo Partido da Social Democracia Brasileira (PSDB), ficando em terceiro lugar na disputa com 93.695 votos (28,19%). Sua coligação, Amapá Mais Forte, reuniu seis partidos e conseguiu eleger seis deputados estaduais e dois deputados federais. Em 2012, anunciou sua saída do partido para filiar-se ao PPS para concorrer às eleições de 2014, porém ficou em quinto lugar na disputa pelo Governo do Estado com pouco mais de 7%.Nas eleições de 2018 foi candidato ao Senado,porém,devido a problemas nas contas do PPS,teve a candidatura impugnada.

## Biografia

### Primeiros anos
Jorge Emanoel Amanajás Cardoso nasceu no município de Chaves no Pará, no dia 21 de Outubro de 1966. Filho de agricultores, mudou-se para Macapá ainda criança, onde passou a maior parte de sua vida. Morando no bairro do trem, um dos mais tradicionais da capital, próximo à Igreja de Nossa Senhora da Conceição, Jorge estudou na escola Teixeira Gueiros até a quarta série, depois estudou até a oitava série na escola Alexandre Vaz Tavares. Cursou o ensino médio no Colégio Amapaense, no centro de Macapá.

### Formação profissional e volta ao Amapá
Após a conclusão do ensino médio, Amanajás foi morar em Belém, onde cursou engenharia civil e física na Universidade Federal do Pará. Também fez pós-graduado em Metodologia do Ensino Superior na mesma instituição de ensino.De volta ao Amapá, passou 21 anos lecionando em cursinhos pré-vestibular e foi durante este período que fundou o maior curso gratuito pré-vestibular do estado. Elegeu-se deputado estadual pela primeira vez em 1998, este foi seu primeiro cargo político.

### Mandatos como deputado
Teve três mandatos consecultivos como deputado estadual (1999-2010) e foi presidente da casa em duas ocasiões (2005/2006 e 2007/2008). Entre os projetos desenvolvidos enquanto deputado estão audiências públicas para discutir questões referentes às denúncias no IAPEN, a realização de tomada de contas na CEA e a concessão de títulos de cidadãos amapaenses para os ministros Teori Zavascki e Fernando Gonçalves, ambos do Superior Tribunal de Justiça.

### Candidato ao governo
Em 2010, concorreu ao cargo de governador do estado do Amapá pelo PSDB. Sua coligação era formada pelos partidos: PMDB, PTN, PSC, PPS e o PV. Contou com o apoio do ex-governador Anníbal Barcellos à sua campanha. Terminado o primeiro turno, conseguiu 93.695 votos (28,19%) não conseguindo passar para o segundo turno. Em 2012, anunciou a saída do PSDB em razão da direção nacional ter usado o partido no Amapá como "moeda de troca", o ex-deputado explicou o motivo de sua saída:
A direção nacional foi desrespeitosa, atropelou o partido no Amapá e impediu a candidatura de Michel JK a prefeito de Macapá. Não vejo mais como o PSDB possa construir um projeto maior no Estado, não vejo dentro do partido possibilidade de se construir um projeto para 2014. Teremos todo o ano de 2013 para trabalhar num projeto para 2014. Uma candidatura não se constrói só. É preciso muita conversa, alianças, propostas e trabalho.— Jorge Amanajás
No início de 2013, Jorge assinou sua filiação ao Partido Popular Socialista (PPS). O portal nacional do partido registrou o fato em seu site e afirmou que o político iria disputar o governo do Amapá pelo PPS em 2014. No ato de filiação, compareceram os deputados Jaci Amanajás (PPS) e Valdeco Vieira (PPS), então filiados ao partido.

## Controvérsias
O Ministério Público Estadual denunciou em 2013 seis pessoas acusadas de participação em um esquema de corrupção, que resultou em desvio de R$ 820 mil dos cofres do Poder Legislativo amapaense. Os deputados Moisés Souza, Eider Pena e o ex-deputado Jorge Amanajás foram denunciados pelos crimes de formação de quadrilha, peculato, lavagem de dinheiro e ausência de procedimento licitatório. Segundo a denúncia, nos últimos dias como presidente da casa Amanajás efetuou um pagamento no valor de R$ 820 mil à empresa MFX Ltda sem licitação. Os pagamentos à empresa eram depositados na conta pessoal de Ana Margarida Marques Fascio, que não possuiu nenhuma relação aparente ou formal com a empresa MFX.
Houve empate na votação do Pleno do Tjap, com os desembargadores Gilberto Pinheiro e Manoel Brito e o então juiz convocado João Lages votando pela improcedência da denúncia do MP-AP e pela absolvição dos réus de todos os crimes imputados, divergindo do relator que teve voto acompanhado em parte pelos desembargadores Carmo Antônio e Stella Ramos. Em razão de empate, a presidente Sueli Pini desempatou o julgamento do mérito, acompanhando na íntegra o voto do desembargador Carlos Tork, por maioria, foram todos absolvidos do crime de lavagem de dinheiro, e Jorge Amanajás e Eider Pena foram absolvidos dos crimes de formação de quadrilha.
Considerado líder da maior quadrilha de grilagem do estado do amapá, em que Seus aliados também são ex deputados da assembleia legislativa, eider pena, kaká barbosa, moisés souza, Os deputados estaduais Jorge Amanajás e Elder Pena teriam dividido entre si a Fazenda Lagoa Azul, reclamada agora pelo Incra. A propriedade mede cerca de 5 mil hectares. É utilizada para extração de madeira e plantio de soja, e mais alguns hectares foram dividos no municipio de porto grande que hoje funciona o britador gran amapá de dominio do atual deputado kaká barbosa.